# Tachypodoiulus niger
Tachypodoiulus niger (лат.) — вид кивсяков, распространённый в Европе. T. niger очень похож на некоторых других кивсяков, таких, как Cylindroiulus londinensis, от которых его можно отличить по форме тельсона. Встречается в Англии, Испании, Франции, Бенилюксе, Германии, Швейцарии, Австрии и Чехии, особенно часто на меловых и известняковых почвах.
Блестящее чёрное цилиндрическое тело, состоящее из 41—56 сегментов, около 100 пар белых ног. Длина — 15—39 мм и до 49 мм. Живёт в лесной подстилке, под корой, во мху. Питается водорослями, детритом,, иногда плодами растений, такими, как ягоды малины. Самим T. niger питаются другие многоножки — костянка Lithobius variegatus и костянка обыкновенная, а также ежи.
Наиболее активен в период от одного часа после заката до одного часа до восхода, хотя летом часто проявляет значительную активность и после полудня. Как и многие другие двупарноногие, потревоженный T. niger скручивается в спираль ногами внутрь, пряча голову в центре, но может также убежать боковым волнообразным ходом.